# کارلوس فنوی
کارلوس فنوی (انگلیسی: Carlos Fenoy؛ زادهٔ ۱۵ اکتبر ۱۹۴۸) بازیکن سابق فوتبال اهل آرژانتین است. او در پست دروازه‌بان، عمدتاً در اسپانیا بازی می‌کرد، جایی که ده فصل را در لالیگا سپری کرد و مرکز تحقیقات در تاریخ باشگاه اسپانیا او را یکی از ده بهترین فوتبالیست آرژانتینی در لیگ می‌داند.